# Perfeccionamiento (derecho)
El perfeccionamiento (del latín: perfectĭo, -ōnis ‘perfección’), en Derecho, es el cumplimiento de los requisitos para que un acto jurídico, una ley o un contrato adquiera plena vigencia y fuerza jurídica. Por el contrario, el incumplimiento de los elementos de perfeccionamiento del acto acarrea la inexistencia o nulidad del mismo.

## Perfeccionamiento contractual
La perfección del contrato es el momento en el que este comienza a producir efectos y se hacen exigibles las obligaciones derivadas del mismo entre las partes contratantes.
Las obligaciones puras y simples en cuanto se perfeccionan dan nacimiento a un derecho. Constituyen la regla general en materia de obligaciones, pues lo normal es que la obligación nazca a la vida jurídica de manera pura y simple, o sea, de inmediato, sin restricciones ni alteraciones. Las obligaciones a plazo se perfeccionan cuando este vence. Las obligaciones condicionales se perfeccionan desde el momento en que se cumple la condición. El contrato unilateral requiere para su perfeccionamiento la voluntad de una sola parte: el creador del acto. Esta parte puede ser una o más personas. El contrato bilateral requiere para su perfeccionamiento el consentimiento de ambas partes, de modo que habiendo voluntad mutua de obligarse habrá contrato. Si, por el contrario, aún no se ha formado el consentimiento, no hay contrato. El contrato consensual se perfecciona por el mero consentimiento de las partes, sin necesidad de otra solemnidad adicional. El contrato real se perfecciona por la entrega de la cosa. Los contratos solemnes se perfeccionan a través del cumplimiento de las respectivas solemnidades.

## Perfeccionamiento legal
Por regla general, las leyes adquieren vigencia y fuerza jurídica desde que se insertan en el periódico oficial del respectivo país, a menos que la misma ley haya establecido reglas diferentes sobre su entrada en vigencia. Antes que ello ocurra la ley no pasa de ser un mero proyecto de ley que carece de fuerza y obligatoriedad.